# Єне Хубаї
Єне Губаї (угор. Hubay Jenő, нім. Eugen Huber; 15 вересня 1858, Будапешт — 12 березня 1937, Будапешт) — угорський скрипаль, композитор.

## Біографія
Народився в німецькій музичній сім'ї: батько — перша скрипка Угорського оперного театру, професор Музичної академії імені Ференца Ліста. У 11 років Губаі вперше виступив з концертом, в 13 почав навчання у Йозефа Йоахіма. У 1878, дотримуючись порад Ліста, дебютував в Парижі, мав великий успіх. Концертував у Франції, Великій Британії, Бельгії, Нідерландах.
Подружився з Анрі В'єтаном. У 1882 очолив кафедру скрипкового мистецтва в Брюссельській консерваторії. У 1886 повернувся в Угорщину, у Будапешті почав викладати в Музичній академій імені Ференца Ліста, яку пізніше очолив (1919—1934). Разом із віолончелістом Давидом Поппером заснував Будапештський квартет.

## Творчість
Автор вокальних та інструментальних творів, часто писав для скрипки, створив кілька опер. Продовжив романтичну традицію Мендельсона і Шумана.

## Твори
- Сільські сцени  для скрипки та оркестру (1879–1891)
- Konzertstück  для віолончелі та оркестру (1884)
- Симфонія № 1 B-Dur  (1885)
- Алієнора , опера (1886–1888)
- Скрипковий майстер з Кремони , опера (1892)
- Романтична соната  для скрипки та фортепіано (1894)
- Сільський халамидник , опера (1894–1895)
- Moorröschen  (1897–1898)
- Концертні етюди  для скрипки (1900)
- Любов Лавотти , опера (1904)
- Венера Мілоська , опера (1908–1909)
- Маска , опера (1909–1910)
- Симфонія № 2 c-moll  (1914)
- Анна Кареніна , опера за Левом Толстим (1914)
- Vita Nuova , симфонія для хору (1921)
- Петефі-симфонія  для хору та оркестру (1922)
- Велетень-егоїст , опера за казкою Оскара Уайльда (1933 — 1934)
- Csárdajelenet , балет (1936)
- Варіації на угорську тему
- Зефір  для скрипки та фортепіано

## Педагогічна діяльність
Учнями Губаї були Йожеф Сіґеті, Штефі Ґаєр, Генрі Вербрюґґен, Ґеза де Крес, Брам Елдерінґ, Барнабас фон Ґеці, Андре Ґертлер, Юджин Орманді, Пауль Ґодвін, Тібор Варґа, Сандро Матерассі та багато інших видатних виконавців.

## Визнання
Ім'я Губаї носять національний скрипковий конкурс і музична зала в Будапешті. У 2011 р. на будинку, де мешкав музикант  у Брюсселі, встановлено меморіальну дошку.